# Artur Szumski
Artur Szumski (ur. 15 maja?/27 maja 1891 w Ożarowskim Stepie, zm. 1940 w ZSRR) – polski lekarz, doktor nauk medycznych, podpułkownik Wojska Polskiego, ofiara zbrodni katyńskiej.

## Życiorys
Urodził się 27 maja 1891 w Ożarowskim Stepie. Był synem Szymona/Symeona/Siemiona i Apolonii. Ukończył studia lekarskie ze stopniem doktora w 1916. Po odzyskaniu przez Polskę niepodległości wstąpił do Wojska Polskiego.
Został zweryfikowany w stopniu kapitana ze starszeństwem z dniem 1 czerwca 1919 roku w korpusie oficerów rezerwy sanitarnych, grupa lekarzy. Pełnił służbę w 19 pułku ułanów wołyńskich w Ostrogu na stanowisko starszego lekarza, pozostając oficerem nadetatowym 2 batalionu sanitarnego w Lublinie (w 1923 był oficerem rezerwy zatrzymanym w służbie czynnej). 1 grudnia 1924 roku został mianowany majorem ze starszeństwem z dniem 15 sierpnia 1924 roku i 11. lokatą w korpusie oficerów sanitarnych, grupa lekarzy. 26 marca 1931 roku został przeniesiony do 1 Szpitala Okręgowego celem odbycia specjalizacji wenerologicznej, a na stanowisku starszego lekarza 19 puł zastąpił go kapitan lekarz Jerzy Bielski. Z dniem 1 lipca 1932 roku, po specjalizacji, został przeniesiony do Szpitala Garnizonowego Równe na stanowisko komendanta. Na stopień podpułkownika został mianowany ze starszeństwem z 1 stycznia 1936 roku i 10. lokatą w korpusie oficerów sanitarnych, grupa lekarzy.
Był członkiem Izby Lekarskiej. Od 1938 do 1939 był komendantem Sanatorium Wojskowego Zakopane.
Po wybuchu II wojny światowej i agresji ZSRR na Polskę z 17 września 1939 na terenach wschodnich II Rzeczypospolitej został aresztowany przez Sowietów. Został przewieziony do więzienia przy ulicy Karolenkiwskiej 17 w Kijowie. Tam został zamordowany przez NKWD, prawdopodobnie na wiosnę 1940. Jego nazwisko znalazło się na tzw. Ukraińskiej Liście Katyńskiej opublikowanej w 1994 r. (został wymieniony na liście wywózkowej 41/1-70 oznaczony numerem 3338). Ofiary tej części zbrodni katyńskiej zostały pochowane na otwartym w 2012 Polskim Cmentarzu Wojennym w Kijowie-Bykowni.
Jego brat Symeon (1901–1940) także padł ofiarą zbrodni katyńskiej, zamordowano go w Charkowie.

## Ordery i odznaczenia
- Krzyż Walecznych
- Złoty Krzyż Zasługi (19 marca 1937)[18][19]
- Medal Zwycięstwa (Międzyaliancki)